# Estanislau de Sousa Saldanha
Estanislau Alau de Sousa Saldanha (* 29. November 1964 in Uato-Lari, Portugiesisch-Timor) ist ein Hochschullehrer aus Osttimor.

## Werdegang
Als Sohn von Bauern arbeitete Saldanha seit seiner Kindheit auf Feldern und mit dem Vieh, wobei sein Vater darauf achtete, dass sein Sohn die Schule besucht. Saldanha besuchte die Grundschule in Uato-Lari bis zur dritten Klasse, kam auf das Sta. Teresina Colegio in Ossu und auf die Technische Schule des Liceu Dr. Francisco Machado in Dili. Seine Brüder studierten bereits in Portugal. Die politischen Umbrüche in der Kolonie ab 1975 und die folgende Besetzung durch Indonesien unterbrachen Saldanhas Schullaufbahn. Ab 1980 ging er in die prä-sekundäre Katholische Schule Santo Paulo in Dili und von 1983 bis 1986 auf das Colégio de São José.
An der Universität Diponegoro (1986–1993) im indonesischen Semarang erhielt Saldanha einen Bachelor als Chemieingenieur. Dank eines Stipendiums der NZAID konnte er dann an der neuseeländischen Massey University von 1997 an studieren. Er erhielt in 2001 einen Master of Technology und beendete ein postgraduales Studium als Chemieingenieur. Im September 2014 absolvierte Saldanha noch ein Studium in Marketing Management an der Udayana-Universität auf Bali.
Bereits 1985 begann Saldanha neben dem Studium bei der Provinzregierung Timor Timurs zu arbeiten. 1994 wechselte er zur Bergbaubehörde als Chef der Abteilung für Bergbautechnologie, Management und Umwelt zu arbeiten. Hier organisierte er ein Programm, das Mitarbeiter zur Fortbildung im Bereich Bergbau und Erdölförderung nach Indonesien brachte. Einige Teilnehmer arbeiten heute in der Nationalen Erdölbehörde. Das Programm lief von 1997 bis 1999. Bereits 1994 war Saldanha Mitbegründer der Sapiente Timor Lorosae Foundation, um osttimoresische Schüler für Universitäten in Indonesien vorzubereiten. Aus der Stiftung gingen das Pusat Studi Pembangunan Timor Timur (deutsch Zentrum für Entwicklungsstudien Osttimor) und das Technische Institut Baucau hervor. Saldanha engagierte sich in dieser Zeit außerdem für den Umweltschutz und den Schutz von Ressourcen. Sein Engagement bei der Stiftung endete, als Saldanha 1997 nach Neuseeland ging.
1999 zogen die Indonesier aus Osttimor ab und das Land blieb bis 2002 unter UN-Verwaltung. 2001 kejrte Saldanha mit seiner Familie nach Osttimor zurück. Saldanha war seit der Gründung 1997 Mitglied der East Timor Study Group (ESTG), aus dem später das Timor Institute for Development Studies (TIDS) wurde. Saldanha arbeitete bis Ende 2002 Als Direktor der ESTG. Als eine Stiftung eine Universität gründen wollte, nahm man Saldanha als Berater. Der sprach sich dafür aus, statt einer weiteren Universität neben der Universidade Nasionál Timór Lorosa'e (UNTL) eine Technische Hochschule zu gründen. So entstand 2002 das Dili Institute of Technology (DIT), von dem Saldanha stellvertretender Rektor und im November 2006 Rektor wurde. Den Posten gab er 2014 ab.

## Familie
Estanislau war das sechste von neun Kindern von Januario Saldanha und Amelia Sousa, Bauern, die weder Lesen noch Schreiben konnten. Die Eltern starben, als Estanislau zwölf Jahre alt war. Seine Familie gilt als einflussreich. Estanislau ist verwandt mit dem Verleger der Zeitung Suara Timor Lorosa’e und João Mariano Saldanha, der Gründer der Partidu Republikanu (PR) ist und ebenfalls früher Mitglied der Wirtschaftsfakultät der DIT war.
Estanislau de Sousa Saldanha ist seit 1993 mit Isabel Franklin de Jesus Marques Belo (Betty) aus Uailili verheiratet. Sie haben drei Söhne.